# منتخب كمبوديا تحت 23 سنة لكرة القدم
منتخب كمبوديا تحت 23 سنة لكرة القدم (بالخميرية: ក្រុមបាល់ទាត់ជម្រើសជាតិកម្ពុជា អាយុក្រោម២៣ឆ្នាំ)‏ هو ممثل كمبوديا الرسمي في المنافسات الدولية في كرة القدم في فئة كرة قدم تحت 23 سنة للرجال، يديريه اتحاد كمبوديا لكرة القدم.